# Reserva Natural de Koimla
A Reserva Natural de Koimla é uma reserva natural localizada no Condado de Saare, na Estónia.
A área da reserva natural é de 32 hectares.
A área protegida foi fundada em 2013 para proteger valiosos tipos de habitat e espécies ameaçadas na aldeia de Koimla (antiga freguesia de Lümanda).